# 韦策机场
韦策机场（德語：Flughafen Weeze）位于德国北莱茵-威斯特法伦州内靠近荷兰边境克莱沃县辖下的韦策，其正式名称为下莱茵商用机场（Verkehrsflughafen Niederrhein），由原英国皇家空军的拉尔布鲁赫空军基地改造而成。亦目前在此提供航班服务的包括廉价航空公司瑞安航空，因此机场也被后者称为“杜塞尔多夫（韦策）机场（Düsseldorf (Weeze)）”。2009年，机场共处理超过240万人次的客运量，比上一年度增长了57%。自2007年以来，机场已先后开通飞往非洲、亚洲和欧洲三个大洲的航点。机场的运营商“下莱茵机场股份有限公司（Flughafen Niederrhein GmbH）”持有该机场99.93%的股权，荷兰商人布尔曼持有0.04%，克莱沃县和韦策则持有其余的0.03%。

## 历史

### 初期
韦策机场最早于1933年在德国空军的支持下成立了滑翔机起降场地。在第二次世界大战中，该机场转化为“伪机场”以引诱盟军轰炸机对此地进行错误轰炸。1945年后，机场的滑翔机运作曾临时恢复。

### 军用机场时期

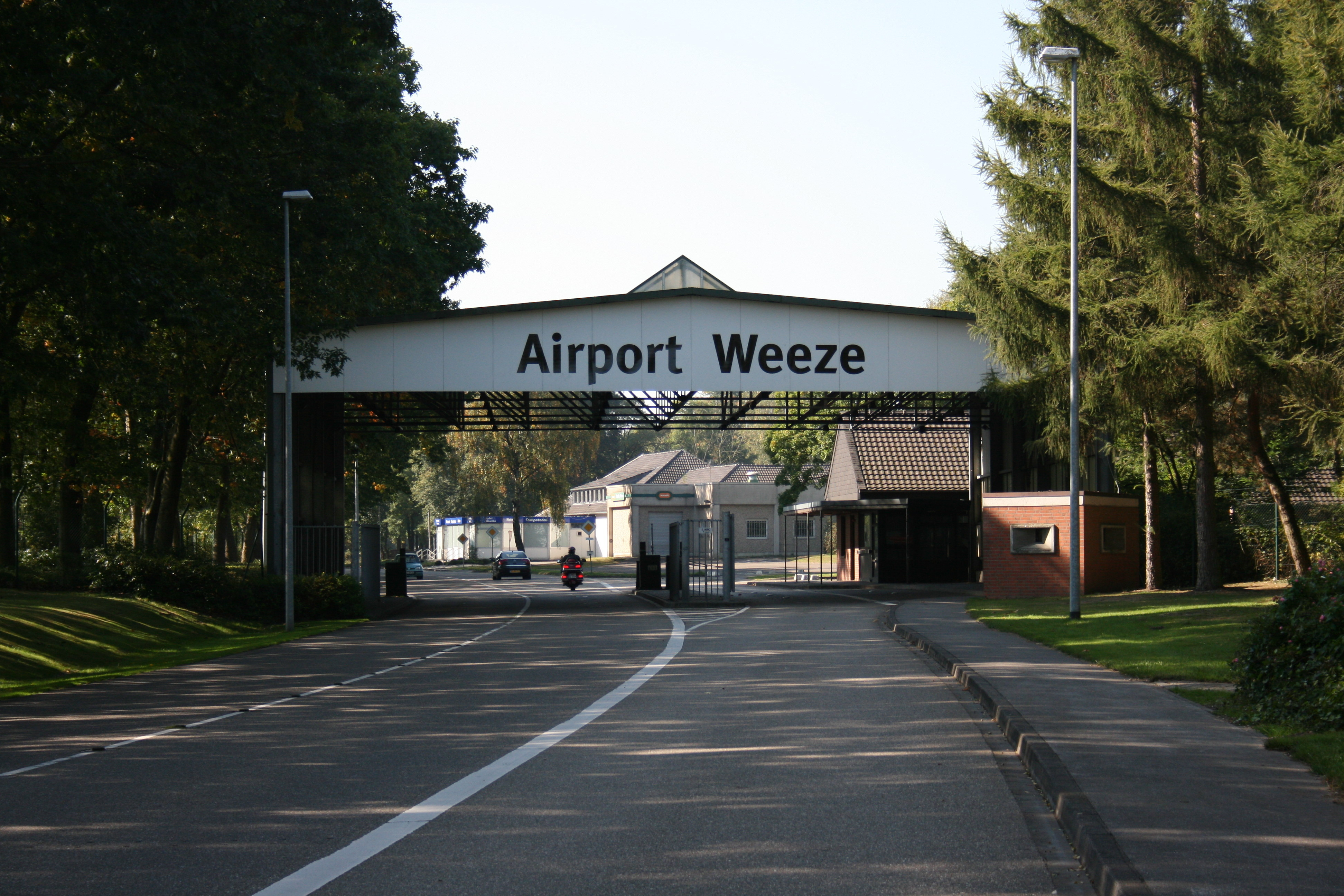
仍保留军事风格的机场通道入口

随着冷战的开始，作为占领国之一的英国自1945年起开始长期将军队驻扎在德国西北部。皇家空军在二战结束后的第一年主要是部署于原德国空军的军用机场，其中一些在“铁幕”时期应用较少而被拆除。
因此英国占领当局于1953年下令在韦策建造一座新的军用机场。建造经费由德国联邦财政部所支付的战争赔款中扣除，并于同年10月开始动工，1954年，皇家空军拉尔布鲁赫基地（RAF Laarbruch）正式投入运作。
皇家空军最初在此部署了一个格罗斯特流星式NF11夜间战斗机中队，以取代原有的格罗斯特标枪式FAW1日间战斗机中队。1954年10月又首次部署了英国电气堪培拉PR3侦察机中队，使拉尔布鲁赫从此直至1990年代初期都成为了侦查中队的飞行基地。此外，荷兰皇家空军的306中队也开始将其RF-84F雷霆侦察机也部署于此。
在不到五年的时间内，便有两个堪培拉中队驻扎在拉尔布鲁赫。由于堪培拉B(I)8型飞机的能力，皇家空军拉尔布鲁赫基地也具备执行空袭的能力。这一时期机场还拥有堪培拉飞机用作突袭华沙条约成员国的核武器整备能力。
1970年代，这里部署有两个布莱克本掠夺者攻击机中队和一个赛佩卡特美洲虎攻击机中队。1983年，机场又扩大部署了3个泛纳维亚旋风式战斗轰炸机中队和1个侦查中队（飞机总数约60架）。
在经历了德国统一和海湾战争后，英国皇家空军极大缩减了在这里的飞机部署，旋风式战机和核武器先后被撤离。1992年11月，两个鹞式垂直起降战斗机中队和一个奇诺克和美洲豹直升机混合中队进驻韦策，这是因为它们此前部署的英国皇家空军居特斯洛基地（RAF Gütersloh）将于1993年关闭。两个鹞式中队部署于此的时间也不会太长，英国皇家空军很快便明确表示将在欧洲范围内进一步裁军，并将完全撤离德国。而在此之前，飞行中队仍将利用拉尔布鲁赫执行前往南斯拉夫的各项军事任务。

### 民用机场时期

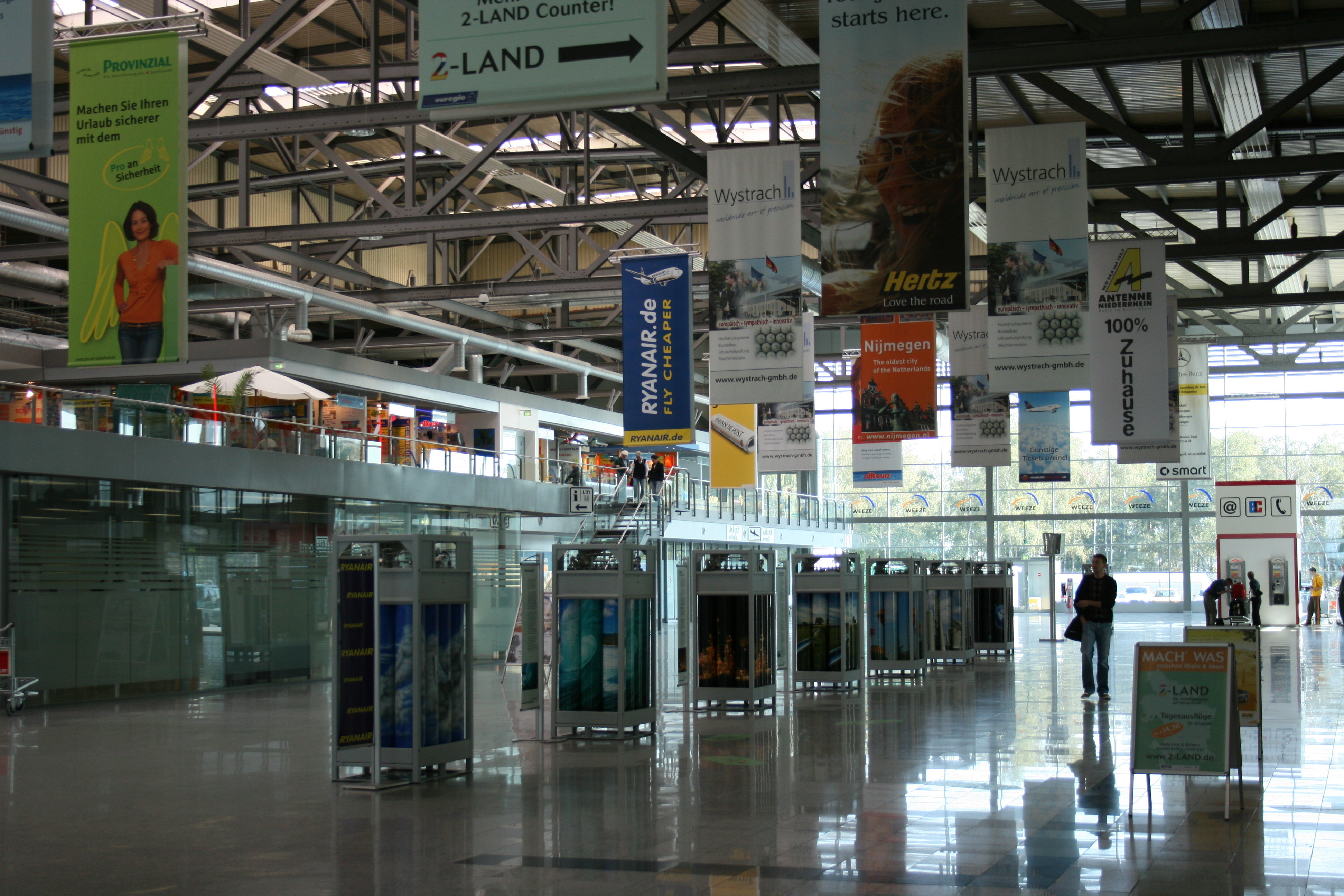
机场大堂内部

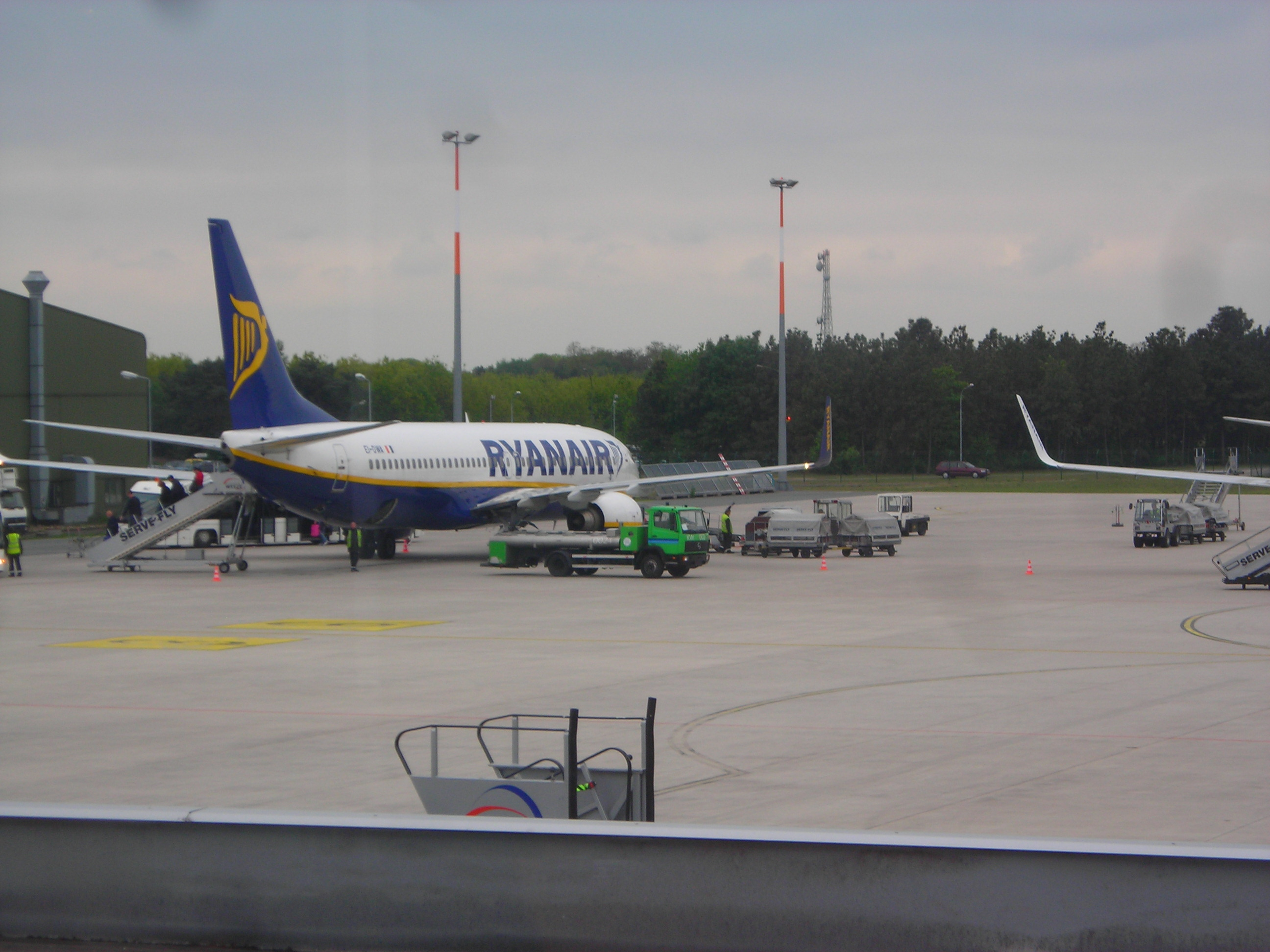
瑞安航空一架波音737-800在机场

1993年，下莱茵机场有限公司成立。该公司的创立是为制定机场区域的未来使用规划与吸引企业和创造新的就业职位，以弥补英国皇家空军2200名军人及其约3000名家属撤离后的损失。1994年，英国政府正式宣布，拉尔布鲁赫基地将在1999年关闭。韦策市议会请求关闭皇家空军布鲁日基地而放弃关闭韦策的申请被否决。将基地改造为区域航空物流及商业中心的使用规划在1997年通过审批，并在审批过程中逐步开放民用航空业务。1997年，直升机中队撤离拉尔布鲁赫，最后一个鹞式中队也在1999年5月撤离。1999年6月1日，机场跑道被关闭，一份相反的计划使得已经在此运作近4年的民用航空业务陷入停顿，该计划将机场转变为民用的无缝过渡延迟。1999年11月30日，英国皇家空军正式将其使用了45年的韦策-拉尔布鲁赫基地交还德国当局。2001年，荷兰的投资集团向克莱沃县收购了机场区域的620公顷土地。新的客运航站楼和新停机坪的建设始于2002年。原有的航空交通设施也得以全面翻新和部分恢复，并新增设了一座塔台。
2003年5月1日，机场被航管当局命名为下莱茵商用机场，并正式开始提供定期航班服务。廉价航空公司瑞安航空每天有3个班次飞往伦敦。直至8月1日，乘客们还只能使用临时改装的机库作为航站楼，而在此之后，面积达15000平方米的全新航站楼开始投入服务。同年10月，机场迎来了其首个基地航空公司：荷兰籍的V鸟航空在此驻扎了4架空客A320飞机，提供飞往德国和其它欧洲国家的航班。同时，邻近城镇贝亨对噪音申诉的成功，机场只能暂时削减在周末的航班量。在2004年5月的第一个周末，共有80000名游客共同庆祝该商用机场的首个生日。机场还将其停车场扩建至拥有3000个停车位。2005年，经过法院的认可，运营公司将下莱茵机场的通用名称改变为韦策机场。2007年，瑞安航空在韦策机场设立基地，有4架飞机长期驻扎于此。机场因此也成为了瑞安航空在德国的第3个和欧洲的第19个基地。瑞安航空还宣布，在2008年10月22及23日增加两架飞机驻扎于该机场，并将于4年内开通前往柏林-舍讷费尔德的内陆航班。2008年，汉堡国际航空宣布将使用韦策机场作为基地。在2009年的夏季时刻表中，共有瑞安航空、天际航空、汉堡国际航空、太阳快运、泛航航空、诺维航空和飞马航空在韦策机场提供航班服务。自2009年9月起匈牙利的威兹航空提供每周2至3个航班飞往布达佩斯。此外截至2011年4月，柏林航空还与旅游公司全游（Alltour）合作，提供每周3班飞往帕尔马的航班，由柏林航空的子公司尼基航空执飞。

## 容量
韦策机场拥有一条长度为2440米的起降跑道（包含两端各为275米长的停机带）。航站楼的设计处理能力为每年250万人次。2010年成为机场最成功的财政年度，共发送乘客达2,896,999人次。若以乘客数量来衡量，韦策机场已成为北莱茵-威斯特法伦州的第三大机场。该机场的处理能力已接近其容量上限，并且已经在扩建，以应对日益增加的客运量。此外，机场目前正在扩建供离境旅客使用的楼层。

## 地面交通
韦策机场距离A57号高速公路约8公里。凯沃拉尔和韦策是距离机场最近的火车站，两者均可接驳每半小时一班的区域快线RE10前往杜塞尔多夫/科隆或克莱沃方向。此外，机场还有以下几种公共交通连接：
- 73路车（应召巴士） 凯沃拉尔-机场，全程约60分钟
- SW1路车（区域巴士） 韦策-机场，全程约60分钟

此外，机场还设有穿梭巴士服务，前往阿姆斯特丹、阿纳姆、杜伊斯堡、杜塞尔多夫、埃森、科隆、默爾斯、奈梅亨和乌德勒支等城市。

## 名称的法律纠纷

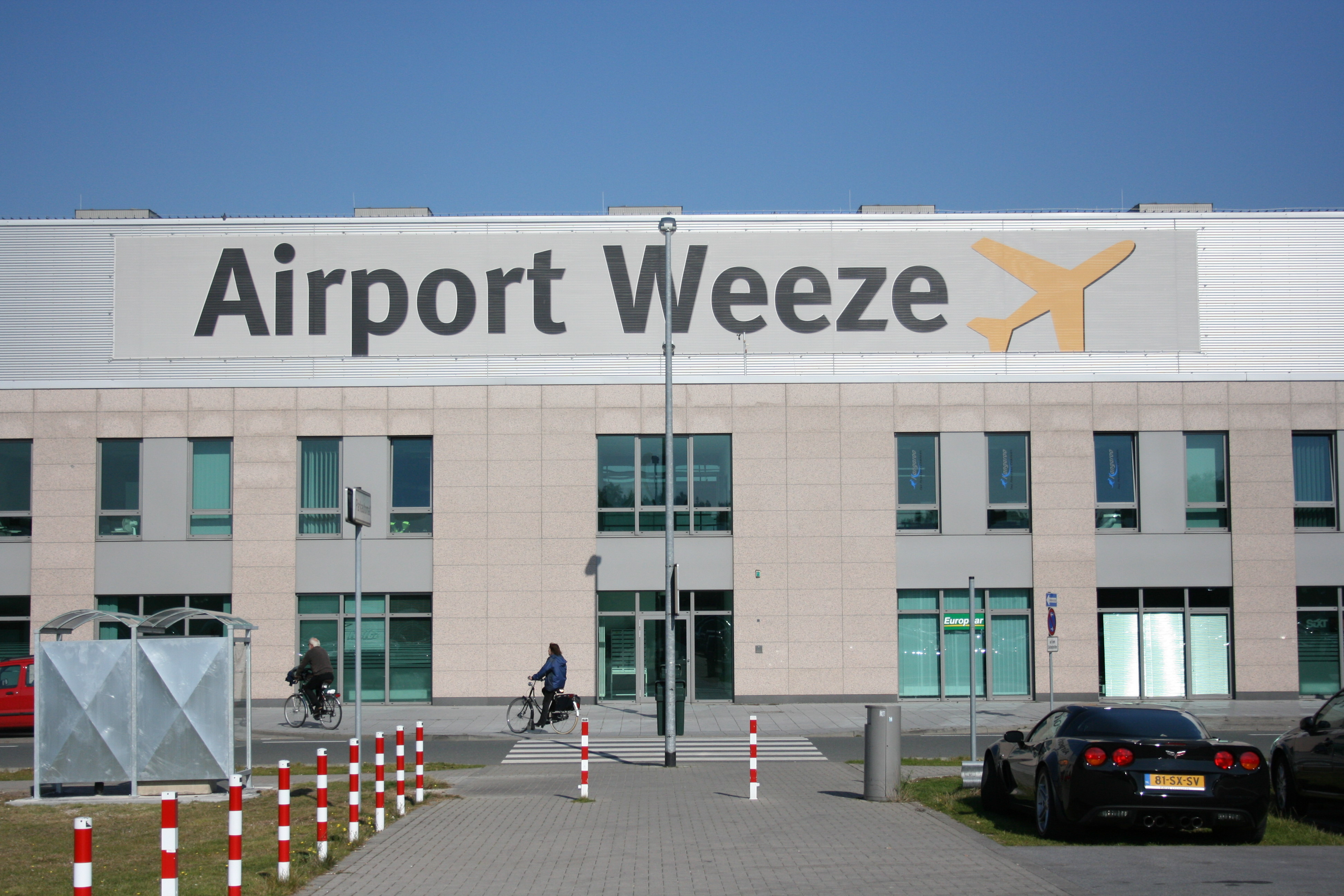
“Airport Weeze”已成为机场的品牌标识

2004年10月，下莱茵机场运营商曾提议将机场更名为“杜塞尔多夫-韦策专区机场（Airport Düsseldorf – Prefecture Weeze）”，以亲近国际知名的杜塞尔多夫国际机场。但这个更名举动被科隆地方法院强制禁止。随后在2004年11月，机场又选定了“杜塞尔多夫（韦策）区域机场（Airport Düsseldorf Regional (Weeze)）”作为新名称，但同样被科隆地方法院禁止使用。2005年3月，运营商再将机场更名为韦策机场，该名称最终获得了法院的批准，并一直沿用至今。然而运营公司下莱茵机场有限公司的名称自成立以来便一直维持不变。
瑞安航空因在其指引中也使用杜塞尔多夫（韦策）机场的名称，也曾向科隆地方法院提请申诉，但未能通过。法官认为，在其指引中应补充说明该机场距杜塞尔多夫约70公里，消费者已有足够的信息辨别。这一规则目前仍然适用。
应该指出的是，这些纠纷只涉及机场作为自我命名和品牌名称。在航空当局于国际上使用的正式名称仍是“下莱茵商用机场”。